# Unione Sportiva Luparense 1949-1950
Questa voce raccoglie le informazioni riguardanti l'Unione Sportiva Luparense nelle competizioni ufficiali della stagione 1949-1950.

## Rosa
| N. |                   | Ruolo | Calciatore     |
| -- | ----------------- | ----- | -------------- |
|    | Italia (bandiera) | C     | Ferronato      |
|    | Italia (bandiera) | C     | Gobbi          |
|    | Italia (bandiera) | P     | Ramiro Gremese |
|    | Italia (bandiera) | A     | Lazzarini      |
|    | Italia (bandiera) | D     | Lucca          |
|    | Italia (bandiera) | D     | Lusie          |
|    | Italia (bandiera) | A     | Mazzuccato     |

| N. |                   | Ruolo | Calciatore          |
| -- | ----------------- | ----- | ------------------- |
|    | Italia (bandiera) | D     | Minozzi             |
|    | Italia (bandiera) | A     | Petranzana          |
|    | Italia (bandiera) | A     | Petrin              |
|    | Italia (bandiera) | C     | Renon               |
|    | Italia (bandiera) | D     | Aurelio Scagnellato |
|    | Italia (bandiera) | D     | Simionato           |
|    | Italia (bandiera) | D     | Valerio             |